# 187-es busz (Budapest)
A budapesti 187-es jelzésű autóbusz a Kelenföld vasútállomás és a Kamaraerdő között közlekedik. A járatot a Budapesti Közlekedési Zrt. üzemelteti. A járatra felszállni csak az első ajtón lehet, ahol a járművezető ellenőrzi az utazási jogosultság meglétét.
A járat útvonala a 87-es járattól annyiban különbözik, hogy a 187-es Kőérberek-Tóvárost is érinti.

## Története
2007. szeptember 3-án indult 187-es jelzéssel autóbuszjárat a Kosztolányi Dezső tér és Kamaraerdő között Kőérberek-Tóváros érintésével.
2008. augusztus 21-étől Kamaraerdő felé a Bocskai út helyett a Hamzsabégi úton közlekedett.
2009. június 2-án bevezetésre került az első ajtós felszállási rend.
2012 szeptemberétől a reggeli csúcsidőben belvárosi irányban a 87-essel közösen 10 perces követést biztosított (10-20 percenként közlekedett, míg a 87-es 30 percenként), illetve a hétvégén napközben is 30 percenként közlekedett (jelenleg 20-40 perc).
2014. március 29-étől – a 4-es metró átadásához kapcsolódóan – a Kosztolányi Dezső tér helyett Kelenföld vasútállomásig közlekedik, itt biztosítva a metróra való átszállási lehetőséget.
A Budaörsi út átépítése alatt munkanapokon 6.25-től 10.00-ig Kelenföld felé az Egér úton közlekedett.

## Járművek
A járatot 2014. június 6-ig a VT-Arriva üzemeltette, közös járműparkkal a 87-es járattal. 2014. június 7-étől az üzemeltetést a Volánbusz vette át, ettől kezdve a 187-es vonalon közlekedő járművek hétvégente nem szereltek át a 87-es járatra. 2016. január 1-jétől a Volánbusz helyett újra a BKV buszai közlekedtek a vonalon. Március 1-jén a BKV buszait újra leváltották a VT-Arriva járművei. Napjainkban ismét a BKV autóbuszai közlekednek a vonalon. A járaton csak alacsony padlós jármű közlekedik.

## Útvonala
| Kamaraerdő felé |
| Kelenföld vasútállomás M vá. – Koszorúslány utca – aluljáró – Budaörsi út – aluljáró – Balatoni út – Kánai út – Tóberek utca – felüljáró – Repülőtéri út – aluljáró – Budaörs, Vasút utca – Kamaraerdei út – Kamaraerdő vá. |
| Kelenföld vasútállomás felé |
| Kamaraerdő vá. – Kamaraerdei út – Budaörs, Vasút utca – aluljáró – Budapest, Repülőtéri út – felüljáró – Tóberek utca – Kánai út – Balatoni út – Koszorúslány utca – Kelenföld vasútállomás M vá.                           |

## Megállóhelyei
| 0  | Kelenföld vasútállomás M végállomás | 18 | 1, 19, 49 8E, 40, 40B, 40E, 53, 58, 87, 87A, 88, 88A, 101B, 101E, 108E, 141, 150, 150B, 153, 154, 172, 173, 188, 188E, 250, 250B, 251, 251A, 251E, 272 689, 691, 710, 712, 715, 720, 722, 724, 725, 727, 731, 732, 734, 735, 736, 760, 762, 763, 764, 767, 770, 774, 775, 778, 779, 798, 799 S10 G10 S12 S30 G30 Z30 S34 S35 S36 S40 G40 Z40 S42 Z42 G43 G44 IC, EC, EN, sebesvonat, gyorsvonat, expresszvonat, |
| 2  | Sasadi út                           | 17 | 8E, 40, 40B, 40E, 53, 87, 87A, 88, 88A, 108E, 139, 140, 140A, 150, 150B, 153, 154, 172, 173, 188, 188E, 240, 272 731, 764 1172, 1173, 1174, 1175, 1176, 1177, 1183, 1184, 1185, 1188, 1189, 1190, 1193, 1194, 1201, 1205, 1212, 1215, 1216, 1229, 1251, 1253, 1254, 1257, 1268 |
| 5  | Keserűvíztelep (Bobpálya)           | 13 | |
| ∫  | Régi vám                            | 11 | 141 710, 712, 720, 722 |
| 7  | Régi vám (Kánai út)                 | 10 | |
| 8  | Tippan utca                         | 9  | |
| 9  | Kőérberek                           | 8  | 41 |
| 11 | Budaörsi repülőtér                  | 5  | 87, 87A 756 |
| 13 | Repülőgépes Szolgálat               | 4  | 87, 87A, 287, 288 756 |
| 14 | Vasút utca                          | 3  | 87, 87A, 287 |
| 15 | Kamaraerdei út 11.                  | 2  | 87, 87A, 287 |
| 16 | Kamaraerdei Ifjúsági Park           | 1  | 87, 87A, 287 41 |
| 17 | Idősek Otthona                      | 0  | 87, 87A, 287 |
| 18 | Kamaraerdő végállomás               | 0  | 87, 87A, 287, 288 |